# Otto Fuchs KG
Die Otto Fuchs Beteiligungen KG (Eigenschreibweise: OTTO FUCHS) ist die Konzern-Obergesellschaft der Otto Fuchs-Gruppe mit Sitz in Meinerzhagen. Das Unternehmen ist als Metallverarbeiter (Schmieden, Strangpressen und Ringwalzen) für die Automobilindustrie, Luft- und Raumfahrttechnik, Bauwirtschaft und den Maschinen- und Anlagenbau tätig. 
Andreas Engelhardt ist persönlich haftender Gesellschafter der OTTO FUCHS KG.

## Geschichte

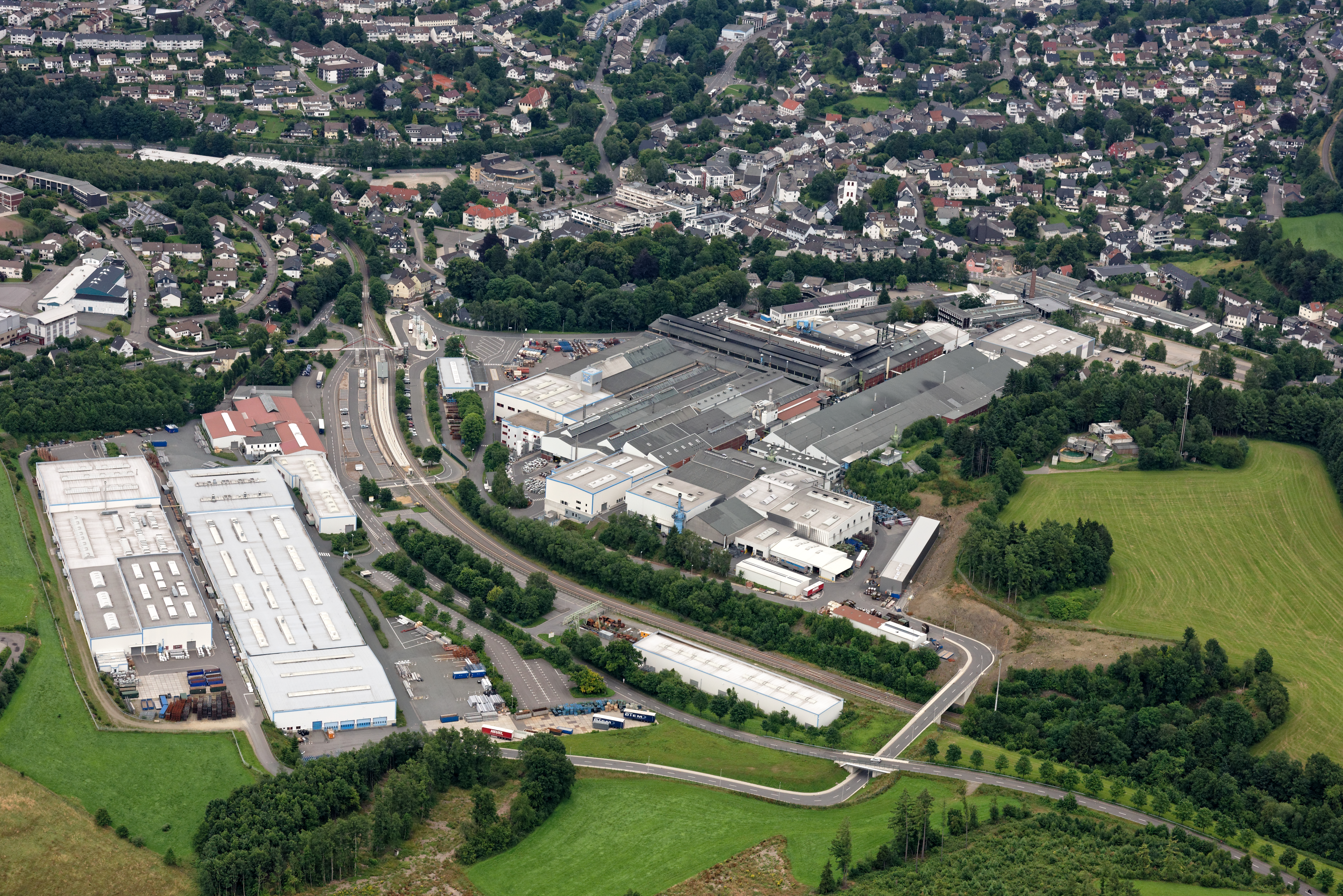
Hauptwerk rechts im Luftbild

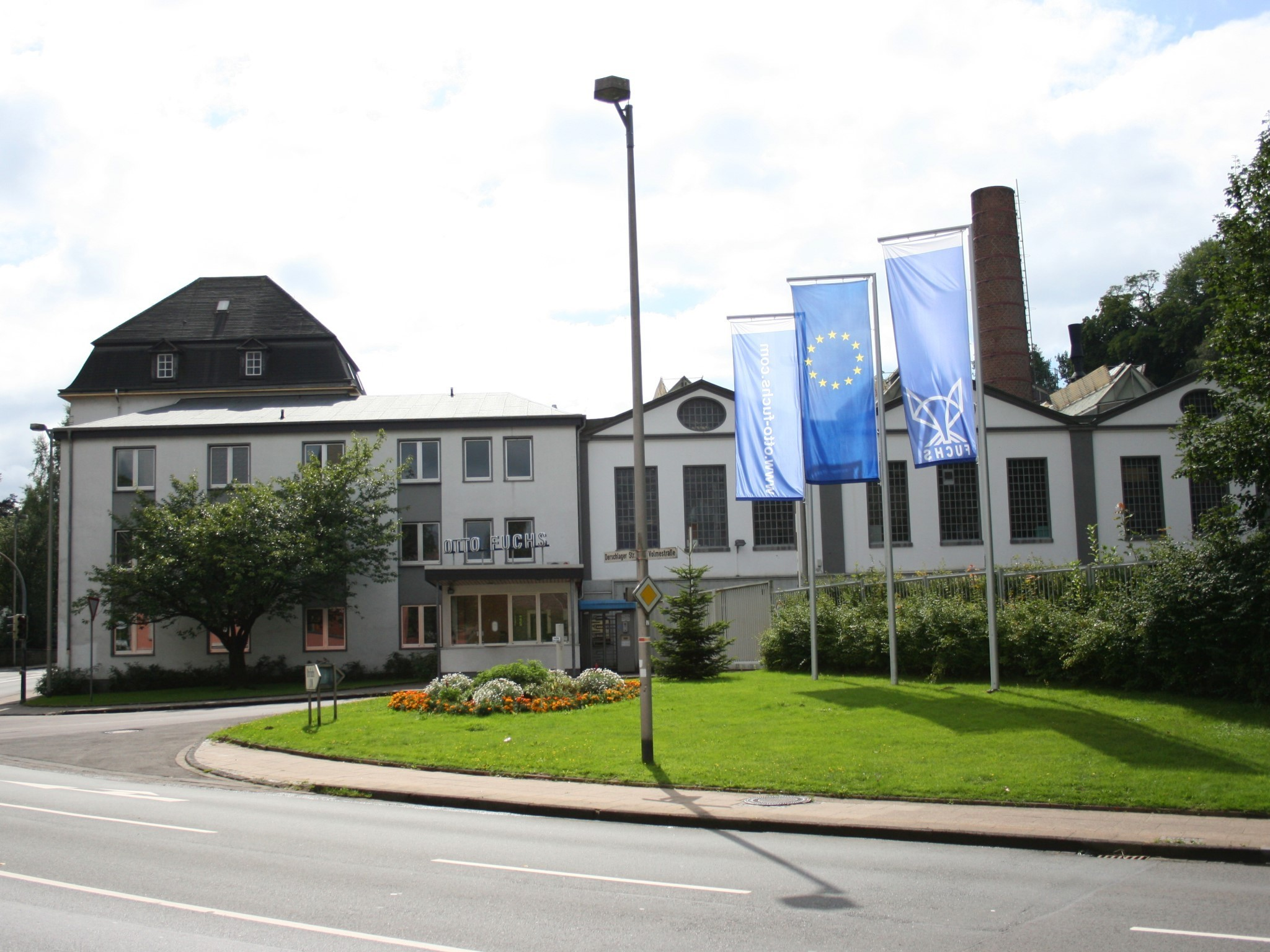
Hauptwerk

Die von Otto Fuchs am 2. Mai 1910 gegründete Metall- und Armaturenwerke Meinerzhagen GmbH war zunächst eine kleine Messinggießerei. Als Fuchs 1931 starb, übernahm sein Sohn Hans Joachim Fuchs den Betrieb und erweiterte die Produktpalette in den 1930er-Jahren um die Verarbeitung von Aluminium. Er wandelte die Firma in eine Kommanditgesellschaft.
Es kam zu Geschäftskontakten mit der Luftfahrtindustrie, die aufgrund des Zweiten Weltkrieges boomte. Fuchs nahm später die Magnesiumverarbeitung in das Programm auf. Als kriegswichtiges Unternehmen unterlag es dem Einfluss und der Überwachung durch das NS-Regime.
In den 1950er-Jahren etablierte sich in der Luftfahrt der Einsatz von Titan. Die Otto Fuchs KG stieg in das Geschäft ein und fertigte fortan Titanschmiedeteile. Profaner war die Massenproduktion von Synchronringen.
Im Jahr 1964 übernahm Fuchs die Schüco International KG.
Bekannt wurde Fuchs vor allem mit seinen Fuchsfelgen, die vornehmlich bei höherwertigen Porsche-Automobilen verbaut wurden. Otto Rudolf Fuchs übernahm 1974 die Leitung des Betriebs von seinem Vater.
In Meinerzhagen beschäftigt die Firma Otto Fuchs (Stand 2017) mehr als 2500 Mitarbeiter.

## Kartell
Der Otto Fuchs KG wurde vom Bundeskartellamt vorgeworfen, zwischen 2010 und 2018 zusammen mit sechs Aluminium-Schmieden kartellrechtswidrige Absprachen getroffen zu haben. Betroffen waren folgende Unternehmen:
- Otto Fuchs KG / Otto Fuchs Beteiligungen KG
- Leiber Group GmbH & Co. KG
- Strojmetal Aluminium Forging GmbH
- Presswerk Krefeld GmbH & Co. KG
- Bharat Forge Aluminiumtechnik GmbH
- Hirschvogel Aluminium GmbH

Das Bundeskartellamt verhängte 2020 im Verfahren B12-24/17 eine Gesamt-Geldbuße von 175 Mio. Euro gegen fünf Unternehmen und zehn verantwortliche Mitarbeiter.
Bharat Forge und das Presswerk Krefeld haben Bonusanträge gestellt und ein sog. „Settlement“ mit dem Kartellamt geschlossen. Auch Strojmetal hat im Nachgang ein Settlement vereinbart. Diese Verfahren wurde damit rechtswirksam beendet. Gegen die Hirschvogel Aluminium GmbH wurde als Kronzeuge kein Bußgeld verhängt. Otto Fuchs und Leiber haben im 2021 Einspruch gegen die Bescheide eingelegt. Letztlich ging die Angelegenheit vor Gericht.
2025 hat der 6. Kartellsenat des Oberlandesgerichts Düsseldorf im Verfahren V-6 Kart 2/21 OWi das Bußgeld gegen die Otto Fuchs Beteiligungen KG auf 30 Millionen Euro und Geldbußen gegen drei Leitungspersonen von insgesamt 34.000 Euro festgelegt. Bei der Höhe des Bußgeldes habe der Senat einerseits berücksichtigt, dass der Informationsaustausch zwischen den beteiligten Unternehmen „oft wenig konkret war und Preisbestandteile erörtert wurden, die nur einen geringen Kostenanteil betrafen“ und dass „die beteiligten Aluminiumschmieden sich in einer ‚Sandwich‘-Position zwischen den Aluminiumlieferanten und den Automobilherstellern sowie Zulieferbetrieben, geprägt durch erheblichen Verhandlungsdruck“ befunden hätten, andererseits „die mit der Tat in Zusammenhang stehenden Umsätze von mehr als einer Milliarde Euro sowie der erhebliche Konzernumsatz von jährlich ca. 3,4 Milliarden Euro“.

## Beteiligungen
Zum Unternehmen gehören weiterhin ein 1995 gegründetes 50:50-Gemeinschaftsunternehmen mit dem Felgenhersteller Superior namens SUOFTEC (Superior Otto Fuchs Technology) im ungarischen Tatabánya. 2010 wurde das Verhältnis aufgelöst. Otto Fuchs Hungary Kft. in Tatabánya ist nun eine hundertprozentige Tochtergesellschaft von Otto Fuchs.
Außerdem gehört Weber Metals Inc. mit Firmensitz in Paramount in Kalifornien zum Konzern. Dort werden Metallteile unter anderem für den Flugzeughersteller Boeing hergestellt.
Seit 2006 besitzt die Firma Otto Fuchs 70 % von Foxtec Ikhwezi in Südafrika zur Lieferung von Querlenkern an Mercedes-Benz South Africa.